# Juan Damasceno

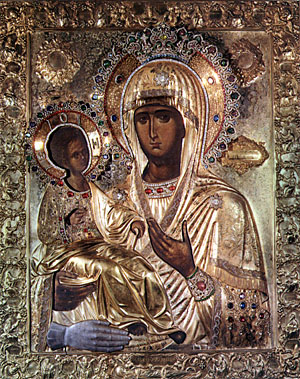
Παναγία Τριχερούσα (Santísima Trijerusa). La tercera mano es la de Juan Damasceno.

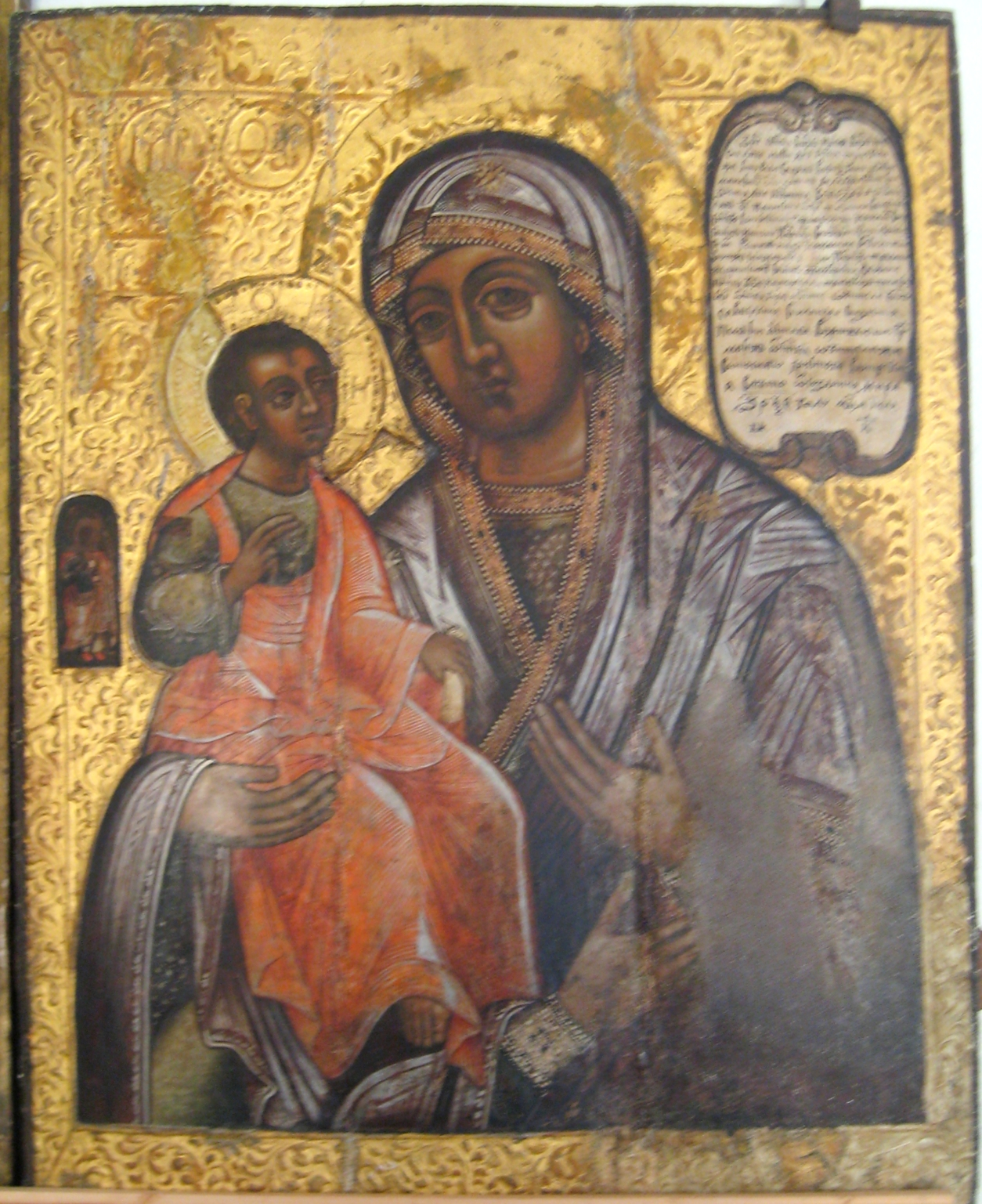
Trijerusa.

Juan Damasceno (en griego: Ἰωάννης ὁ Δαμασκηνός; en latín: Iohannes Damascenus; en árabe: يوحنا الدمشقي‎ [Yūhannā al-Dimašqī ]; Damasco, Siria, 675-749), llamado «el orador de Oro», fue un teólogo y escritor sirio, sacerdote de la Iglesia católica oriental, himnógrafo y apologista cristiano, reconocido como doctor de la Iglesia. Se desconoce la fecha y el lugar precisos de su muerte, aunque la tradición la sitúa en su monasterio, Mar Saba, cerca de Jerusalén, el 4 de diciembre de 749.
Polímata cuyos campos de interés y contribución incluían el derecho, la teología, la filosofía y la música, recibió el sobrenombre de Crisóroas (Χρυσορρόας, literalmente «bañado en oro«, es decir, «el orador de oro»).
Escribió obras que exponían la fe cristiana, y compuso himnos que aún se utilizan tanto litúrgicamente en la práctica del Cristianismo oriental en todo el mundo como en el Luteranismo occidental en Pascua.
Considerado por la Iglesia ortodoxa oriental, como uno de los Padres de la Iglesia, es más conocido por su firme defensa de los iconos. La Iglesia católica lo considera un Doctor de la Iglesia, a menudo denominado Doctor de la Asunción debido a sus escritos sobre la Asunción de María. 
También fue un destacado exponente de la Pericóresis, y empleó el concepto como término técnico para describir tanto la interpenetración de las naturalezas divina y humana de Cristo como la relación entre las hipóstasis de la Trinidad. Juan se encuentra al final del período patrístico de desarrollo dogmático, y su contribución es menos de innovación teológica que de resumen de los desarrollos de los siglos anteriores a él. En teología católica, se le conoce por ello como el "último de los Padres griegos".
La principal fuente de información sobre la vida de Juan de Damasco es una obra atribuida a un tal Juan de Jerusalén, identificado en ella como el Patriarca de Jerusalén. Se trata de una traducción extractada al griego de un texto árabe anterior. El original árabe contiene un prólogo que no se encuentra en la mayoría de las otras traducciones, y fue escrito por un monje árabe, Miguel, quien explicó que decidió escribir su biografía en 1084 porque no había ninguna disponible en su época. Sin embargo, el texto principal en árabe parece haber sido escrito por un autor anterior desconocido en algún momento entre principios del siglo IX y finales del X.
Escrita desde un punto de vista hagiográfico y propensa a la exageración y a algunos detalles legendarios, no es la mejor fuente histórica de su vida, pero es ampliamente reproducida y se considera que contiene elementos de cierto valor. La novela hagiográfica Barlaam y Josafat, es una obra del siglo X atribuida a un monje llamado Juan. Sólo mucho más tarde surgió la tradición de que se trataba de Juan de Damasco, pero la mayoría de los estudiosos ya no aceptan esta atribución. En cambio, muchas pruebas apuntan a Eutimio de Athos, un georgiano que murió en 1028.

## Biografía
Nació de familia acomodada. Su abuelo había sido funcionario al servicio del Imperio Romano de Oriente, y tras la conquista musulmana de Siria pasó a servir a los nuevos dominadores. Su padre, Sarjun ibn Mansur, fue funcionario del primer califato omeya. Su abuelo, Mansur ibn Sarjun, fue un destacado funcionario bizantino de Damasco, que había sido responsable de los impuestos de la región durante el reinado del emperador Heraclio y también sirvió bajo el emperador Mauricio. Mansur parece haber desempeñado un papel en la capitulación de Damasco ante las tropas de Jalid ibn al-Walid en el año 635 tras conseguir unas condiciones favorables de rendición.  Eutiquio, patriarca melquita del siglo X, lo menciona como uno de los altos cargos implicados en la rendición de la ciudad a los musulmanes. El padre de Juan siguió la tradición familiar al servicio de los Omeyas, como lo hizo el propio Juan. Sin embargo, renunció a ese trabajo, repartió sus posesiones entre los pobres y entró en el monasterio de San Sabas, cerca de Jerusalén, donde pasó la mayor parte de su vida. Se dedicó al estudio y a escribir. Pretendió exponer sistemáticamente todo el dogma cristiano y no abordar unos pocos temas como hicieran sus antecesores. Por eso su pensamiento y su obra se convirtieron en las expresiones más perfectas del espíritu escolástico. Cuando el emperador de Constantinopla prohibió el culto a las imágenes haciéndose eco de los iconoclastas que acusaban a los cristianos occidentales y orientales -fundamentalmente los monjes- de adorar imágenes, San Juan Damasceno defendió la práctica de la veneración, no adoración, de las imágenes religiosas contra los iconoclastas:

Lo que es un libro para los que saben leer, es una imagen para los que no leen. Lo que se enseña con palabras al oído, lo enseña una imagen a los ojos. Las imágenes son el catecismo de los que no leen.

Refiere la leyenda que en medio de la querella de los iconoclastas perdió una mano, y la Virgen se la restituyó. El icono de la Trijerusa (que tiene tres manos) es sumamente popular y venerado en la Iglesia Oriental.
Fue llamado "Orador de Oro" por su elocuencia y es considerado un gran profeta de la Iglesia del Este.
El origen tribal de Mansur ibn Sarjun, abuelo de Juan, es desconocido, pero el biógrafo Daniel Sahas ha especulado que el nombre Mansur podría haber implicado la descendencia de las tribus cristianas árabes de Kalb o Taghlib. 
El nombre era común entre los cristianos sirios de origen árabe, y Eutiquio señaló que el gobernador de Damasco, que probablemente era Mansur ibn Sarjun, era árabe. Sin embargo, Sahas también afirma que el nombre no implica necesariamente un origen árabe y podría haber sido utilizado por sirios no árabes, semitas. Mientras que Sahas y los biógrafos F. H. Chase y Andrew Louth afirman que Mansūr era un nombre árabe, Raymond le Coz afirma que la "familia era sin duda de origen sirio"; de hecho, según el historiador Daniel J. Janosik, "ambos aspectos podrían ser ciertos, ya que si su ascendencia familiar era efectivamente siria, su abuelo [Mansur] podría haber recibido un nombre árabe cuando los árabes se hicieron con el gobierno." 
Cuando Siria fue conquistada por los árabes musulmanes en la década de 630, la corte de Damasco conservó su gran dotación de funcionarios cristianos, el abuelo de Juan entre ellos.El padre de Juan, Sarjun (Sergio), pasó a servir a los califas omeyas.  Juan de Jerusalén afirma que también sirvió como alto funcionario en la administración fiscal del califato omeya bajo Abd al-Malik antes de dejar Damasco y su puesto alrededor del año 705 para ir a Jerusalén y convertirse en monje. Sin embargo, este punto es objeto de debate en la comunidad académica, ya que no hay rastro de él en los archivos omeyas, a diferencia de su padre y su abuelo. Algunos investigadores, como Robert G. Hoyland, niegan tal filiación, mientras que otros, como Daniel Sahas o el historiador ortodoxo Jean Meyendorff, suponen que podría haber sido un administrador de impuestos de nivel inferior, un recaudador local que no habría necesitado ser mencionado en los archivos, pero que tampoco habría formado parte necesariamente de la corte.  Además, los propios escritos de Juan nunca hacen referencia a ninguna experiencia en una corte musulmana. Se cree que Juan se hizo monje en Mar Saba, y que fue ordenado sacerdote en 735.

## Edad adulta

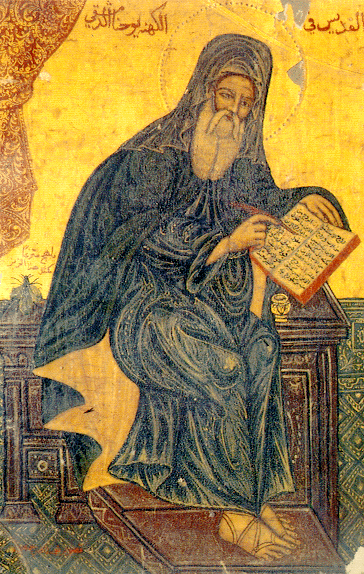
Icono del (inscripción en árabe)

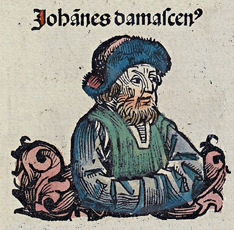
Representación de Juan Damasceno en la Crónica de Nuremberg

Juan fue criado en Damasco, y el folclore árabe cristiano sostiene que durante su adolescencia, Juan se relacionó con el futuro califa Umayyad Yazid I y el poeta de la corte cristiana taghlibi al-Akhtal.
Uno de los vitae describe el deseo de su padre de que "aprendiera no sólo los libros de los musulmanes, sino también los de los griegos." A partir de esto se ha sugerido que Juan pudo haber crecido bilingüe. Juan muestra de hecho cierto conocimiento del Corán, al que critica duramente.
Otras fuentes describen que su educación en Damasco se llevó a cabo de acuerdo con los principios de la Educación helénica, calificada de "laica" por una fuente y de "cristiana clásica" por otra.  Un relato identifica a su tutor como un monje llamado Cosmas, que había sido secuestrado por los árabes de su casa en Sicilia, y por quien el padre de Juan pagó un gran precio.
Bajo la instrucción de Cosmas, que también enseñó al amigo huérfano de Juan, Cosmas de Maiuma, se dice que Juan hizo grandes avances en música, astronomía y teología, rivalizando pronto con Pitágoras en aritmética y Euclides en geometría. 
Como refugiado de Italia, Cosmas trajo consigo las tradiciones eruditas del cristianismo latino.
Juan posiblemente hizo carrera como funcionario del Califa en Damasco antes de su ordenación.
Luego se convirtió en sacerdote y monje en el monasterio de Mar Saba, cerca de Jerusalén. 
Una fuente sugiere que Juan dejó Damasco para convertirse en monje hacia el año 706, cuando al-Walid I aumentó la islamización de la administración del Califato. 
Esto es incierto, ya que las fuentes musulmanas sólo mencionan que su padre Sarjun (Sergio) dejó la administración por esta época, y no nombran a Juan en absoluto. 
Durante las dos décadas siguientes, que culminaron con el Asedio de Constantinopla (717-718), el Califato Omeya ocupó progresivamente las zonas fronterizas del Imperio bizantino. Un editor de las obras de Juan, el padre Le Quien, ha demostrado que Juan ya era monje en Mar Saba antes de la disputa sobre la iconoclasia, explicada más adelante.
A principios del siglo VIII, la iconoclasia, movimiento contrario a la veneración de los iconos, ganó aceptación en la corte bizantina. En 726, a pesar de las protestas del Germano I, Patriarca de Constantinopla, el emperador Leo III (que había obligado a su predecesor, Teodosio III, a abdicar y él mismo asumió el trono en 717 inmediatamente antes del gran asedio) promulgó su primer edicto contra la veneración de imágenes y su exhibición en lugares públicos. 
Todos coinciden en que Juan de Damasco emprendió una encendida defensa de las imágenes sagradas en tres publicaciones distintas. La primera de estas obras, sus Tratados apologéticos contra los que desacreditan las imágenes sagradas, afianzó su reputación. No sólo atacó al emperador bizantino, sino que adoptó un estilo simplificado que permitió que la controversia fuera seguida por el pueblo llano, suscitando la rebelión entre los iconoclastas. Décadas después de su muerte, los escritos de Juan desempeñarían un papel importante durante el Segundo Concilio de Nicea (787), que se reunió para resolver la disputa sobre los iconos.
Al parecer, León III envió documentos falsificados al califa que implicaban a Juan en un complot para atacar Damasco. El califa ordenó entonces cortar la mano derecha de Juan y colgarla a la vista del público. Algunos días después, Juan pidió la restitución de su mano, y rezó fervientemente a la Theotokos ante su icono: a partir de entonces, se dice que su mano fue restaurada milagrosamente. En agradecimiento por esta curación milagrosa, adjuntó una mano de plata al icono, que a partir de entonces se conoció como el "Tres manos", o Tricherousa. Ese icono se encuentra ahora en el monasterio de Hilandar de la Montaña Santa.
Debido a su compromiso con el iconodulismo, fue condenado por anatema por el iconoclasta Concilio de Hieria en 754. Más tarde fue rehabilitado por el Segundo Concilio de Nicea en 787.

## Obra

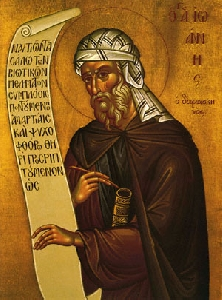
Icono de San Juan Damasceno.

Ioannis Damasceni Opera (1603), edición de las obras de Juan Damasceno.

Seis obras notables se consideran como de Damasceno. En su pensamiento afirmaba que la Filosofía y las Ciencias eran siervas de la Teología, y que su misión consistía en contribuir a la comprensión de la verdad recibida a través de la revelación. La fe es el fundamento de la razón, tanto si su movimiento parte de la observación de la Naturaleza como si parte de la propia fe para comprenderla.
Su obra principal se titula Fuente del conocimiento. La misma comienza con la Dialéctica (que contiene las definiciones y los postulados) y prosigue con la Física, la Moral y la Teología (que ocupa el lugar de la filosofía primera). En numerosas ocasiones tanto el método como los contenidos de esta obra han sido parangonados con los de la escolástica del siglo XII-XIII.
Entre sus escritos se destacan el diálogo Contra los maniqueos y el tratado Contra los monotelístas, y entre sus obras menores se encuentra un tratado Sobre los dragones y los fantasmas, contra las supersticiones. 

Según Juan Damasceno, corresponde a la razón explicar los fenómenos físicos (relámpagos y truenos, por ejemplo). Por ello censura las supersticiones, a las que considera fruto de la ignorancia. En su Fuente del conocimiento afirma que no debe interpretarse al Universo desde el animismo: "Que nadie piense que los cielos y las estrellas están animados pues son, en realidad, inanimados e insensibles". Se opone, a su vez, a la interpretación maniquea de la materia como fuente del mal:  
"Malo es aquello que, no teniendo su causa en Dios, se debe a nuestra propia invención, a saber: el pecado." 
La naturaleza de un ente es la ley o la potencia —que le confiere el Creador— según la cual el ente se mueve o no (Principio de Operación). Dicha naturaleza no existe fuera de los individuos y solamente el pensamiento puede concebirla. Lo real es el individuo (la hipóstasis, la existencia concreta, la persona). Él hace subsistir todo lo demás, incluida la substancia o naturaleza (el elemento común), que solo son en la hipóstasis. Así, Juan Damasceno lleva al pensamiento hacia lo concreto, hacia la existencia, evitando el conceptualismo platónico y peripatético, y preanunciando la metafísica de la existencia (esse) de Tomás de Aquino. 
Desde la caída («pecado original») la angustia pasó a ser parte constitutiva de la naturaleza humana. Ella expresa el deseo natural de existir, el terror frente a la muerte, frente a la pérdida de la existencia recibida. La resurrección para la vida eterna termina con ella.
Al referirse a Dios, Juan Damasceno sostiene que es incomprensible y que accedemos a Él solo por la fe. Si bien aclara que Dios no es ninguno de los seres, al afirmar que «Él lo llena todo», utilizando un lenguaje cercano al del pseudo Dionisio, sus expresiones adquieren un tinte panteísta. Para evitar esa confusión, sostiene que Dios está más allá de toda substancia y más allá del ser (como el Bien de Platón); es un océano infinito de ser, es la fuente del ser.
Una de sus obras más importante es Peri haireseon (Acerca de las herejías) –obra traducida del griego al latín–. Se trata de una de las primeras refutaciones cristianas ortodoxas del Islam y ha influido en la actitud de la Iglesia católica occidental. Fue una de las primeras fuentes que representan al profeta del Islam Mahoma en Occidente como «falso profeta» y «Anticristo». Hay quien ha defendido que el profeta islámico señalado en este manuscrito es un tal Mamed y no Mahoma, pero Ahlam Sbaihat lo refutó y afirmó que es la forma ΜΩΑΜΕϴ (Moameth). Puesto que el fonema h y la geminación de m no existen en griego, Juan no las escribió.

### Sobre la Muerte y Asunción de María
Damasceno asumió al pie de la letra la Historia Eutimiaca que registró el testimonio del obispo Juvenal y la esposa del Emperador Bizantimo Marciano, la Empreatriz Pulcheria, trabajos que expuso en tres homilías, con relación a los últimos días de la Virgen María, la dormición, muerte, sepelio y asunción de Madre de Dios, asunto que tuvo mucho impacto en la iconografía respectiva.
Además de sus obras puramente textuales, muchas de las cuales se enumeran a continuación, Juan de Damasco compuso también himnos, perfeccionando el canon, una forma estructurada de himno utilizada en las liturgias de Rito bizantino.

### Obras tempranas
- Tres Tratados apologéticos contra los que desacreditan las imágenes sagradas - Estos tratados fueron de sus primeras exposiciones en respuesta al edicto del emperador bizantino León III, que prohibía la veneración o exhibición de imágenes sagradas.[42]

### Enseñanzas y obras dogmáticas
- La fuente del conocimiento, La fuente de la sabiduría o La fuente del conocimiento (Koinē griego: Πηγή Γνώσεως, Pēgē gnōseōs, que significa literalmente La Fuente del Conocimiento), se describe como una síntesis y unificación de la filosofía, las ideas y la doctrina cristianas que influyó a la hora de dirigir el curso del pensamiento latino medieval y que se convirtió en el principal libro de texto de la teología ortodoxa griega. Dividido en tres partes, los capítulos son:
  1. 'Capítulos filosóficos (Koinē griego: Κεφάλαια φιλοσοφικά, Kefálea filosofiká) - comúnmente llamados "Dialéctica", trata sobre todo de lógica, siendo su objetivo principal preparar al lector para una mejor comprensión del resto del libro. Se basa en la obra anterior del neoplatónico de finales del siglo III Porfirio, la Isagoge, una introducción a la lógica de Aristóteles. El trabajo fue notable en que permitió a Juan de Damasco con información para explicar los conceptos básicos de la lógica y la racionalización de Dios.[43]
  2. Sobre la herejía (Koinē griego: Περὶ αἱρέσεων, Perì eréseon, literalmente significa "Sobre las herejías") - Basado en la obra anterior del Panarion. (Koinē griego: Πανάριον, derivado del latín panarium, que significa "panera") de Epifanio de Salamina.[44][45]La obra fue notable permitió a Juan con información sobre diferentes herejías, así como un modelo de cómo organizar un catálogo de herejías. En original 80 sectas religiosas que bien se clasificaban como grupos organizados o filosofías, desde la época de Adán hasta la última parte del siglo IV según Epifanio. Juan añadió veinte herejías que se habían producido durante su época.[46][43] El último capítulo de A propósito de la herejía (capítulo 101) trata de la Herejía de los ismaelitas.[47] A diferencia de las secciones anteriores dedicadas a otras herejías, que se tratan sucintamente en unas pocas líneas, este capítulo ocupa varias páginas. Constituye una de las primeras refutaciones cristianas del Islam.  Al tratar de la Herejía de los ismaelitas arremete enérgicamente contra las prácticas inmorales de Mahoma y las enseñanzas corruptas insertadas en el Corán para legalizar los delitos del profeta.[46] A propósito de la herejía fue traducido con frecuencia del griego al latín. Su manuscrito es una de las primeras refutaciones cristianas ortodoxas del islam que ha influido en la actitud de la Iglesia católica romana occidental sobre el islam. Fue una de las primeras fuentes que representaron a Mahoma ante Occidente como "falso profeta" y "Anticristo".[48]
  3. Una exposición exacta de la fe ortodoxa (Koinē griego: Ἔκδοσις Ἀκριβὴς τῆς Ὀρθοδόξου Πίστεως', Ékdosis akribès tēs Orthodóxou Písteōs) - un resumen de las enseñanzas y escritos dogmáticos de los  Primeros Padres de la Iglesia. Más concretamente los Padres Capadocios (San Basilio, San Gregorio Nacianceno y San Gregorio de Nisa) del siglo IV. Incorpora el lenguaje aristotélico y demuestra originalidad a través de la selección que hace Juan de textos y anotaciones influidas por la teología analítica antioquena. Esta obra, al ser traducida a lenguas orientales y al latín, se convirtió en un valioso recurso para pensadores tanto orientales como occidentales, al ofrecer conceptos lógicos y teológicos. Además, su estilo sistemático sirvió de modelo para posteriores síntesis teológicas compuestas por escolásticos medievales. La "Exposición" profundiza en especulaciones sobre la naturaleza y existencia de Dios, dando lugar a puntos de debate entre teólogos posteriores.Este escrito fue la primera obra de teología sistemática en el cristianismo oriental y una importante influencia en obras escolásticas posteriores. [49][43]

#### Enseñanza sobre el Islam
Como ya se ha dicho, en el capítulo final de A propósito de la herejía, Juan menciona el Islam como la herejía de los ismaelitas. Es uno de los primeros críticos cristianos conocidos del islam. Juan afirma que los musulmanes fueron una vez adoradores de Afrodita que siguieron a Mahoma por su "aparente muestra de piedad", y que el propio Mahoma leyó la Biblia y, "al parecer, también" habló con un monje arriano que le enseñó arrianismo en lugar de cristianismo. Juan también afirma haber leído el Corán, o al menos partes de él, ya que critica al Corán por decir que la Virgen María era hermana de Moisés y Aarón y que Jesús no fue crucificado sino llevado vivo al cielo. John afirma además haber hablado con musulmanes sobre Mahoma. Utiliza el plural "nosotros", ya sea en referencia a sí mismo, o a un grupo de cristianos al que pertenecía que hablaron con los musulmanes, o en referencia a los cristianos en general.
No obstante, Juan afirma que preguntó a los musulmanes qué testigos podían atestiguar que Mahoma recibió el Corán de Dios -ya que, según Juan, Moisés recibió la Torá de Dios en presencia de los israelitas, y puesto que la ley islámica ordena que un musulmán sólo puede casarse y comerciar en presencia de testigos- y qué profetas y versículos bíblicos predijeron la venida de Mahoma -ya que, según Juan, Jesús fue predicho por los profetas y todo el Antiguo Testamento-. Juan afirma que los musulmanes respondieron que Mahoma recibió el Corán mientras dormía. Juan afirma que él respondió bromeando: "Me estáis haciendo girar los sueños" .
Algunos de los musulmanes, según Juan, afirmaban que el Antiguo Testamento, que los cristianos creen que predice la venida de Jesús, está mal interpretado, mientras que otros musulmanes afirmaban que los judíos editaron el Antiguo Testamento para engañar a los cristianos (posiblemente para que creyeran que Jesús es Dios, pero Juan no lo dice).
Al relatar su supuesto diálogo con los musulmanes, Juan afirma que le acusaron de adoración de ídolos por venerar la Cruz y adorar a Jesús. Juan afirma que dijo a los musulmanes que la piedra negra de La Meca era la cabeza de una estatua de Afrodita. Además, afirma, los musulmanes se equivocaron al no asociar a Jesús con Dios si Jesús es la Palabra de Dios. John afirma que, si Jesús es la Palabra de Dios, y la Palabra de Dios siempre ha existido con Dios, entonces la Palabra debe ser una parte de Dios, y por lo tanto ser Dios mismo, por lo que, dice John, sería un error para los musulmanes llamar a Jesús la Palabra de Dios, pero no Dios mismo.
John termina el capítulo afirmando que el Islam permite la poligamia, que Mahoma cometió adulterio con la mujer de un compañero antes de prohibir el adulterio, y que el Corán está lleno de historias, como la del Camello de leche de Dios y la de Dios dándole a Jesús una "mesa incorruptible".

#### Otras obras
- Contra los jacobitas
- Contra los nestorianos
- Diálogo contra los maniqueos
- Introducción elemental a los dogmas
- Carta sobre el himno tres veces santo
- Sobre el recto pensar
- Sobre la fe, contra los nestorianos
- Sobre las dos voluntades en Cristo (contra los monotelitas)
- Paralelos sagrados (dudoso)
- Octoechos (el libro litúrgico de la iglesia de ocho tonos)
- Sobre dragones y fantasmas

## Traducción árabe

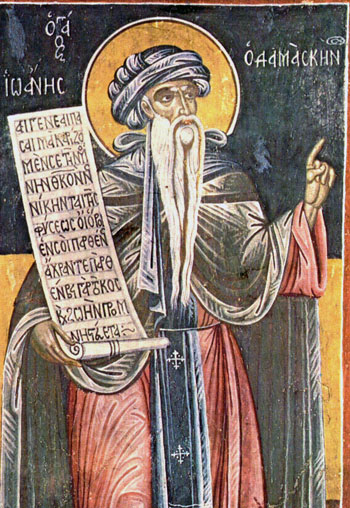
Icono de Michael Anagnostou Chomatzas (1734)

Se cree que la homilía sobre la Anunciación fue la primera obra que se tradujo al árabe. Gran parte de este texto se encuentra en el Manuscrito 4226 de la Biblioteca de Estrasburgo (Francia), que data del año 885 d. C.
Más tarde, en el siglo X, Antonio, superior del monasterio de San Simón (cerca de Antioquía) tradujo un corpus de Juan Damasceno. En su introducción a la obra de Juan, Silvestre patriarca de Antioquía (1724-1766) dijo que Antonio era monje en San Saba. Esto podría ser un malentendido del título Superior de San Simón probablemente porque el monasterio de San Simón estaba en ruinas en el siglo XVIII.
La mayoría de los manuscritos ofrecen el texto de la carta a Cosmas, los capítulos filosóficos, los capítulos teológicos y otras cinco pequeñas obras.
En 1085, Mikhael, un monje de Antioquía, escribió la vida árabe de los Crisóforos. Esta obra fue editada por primera vez por Bacha en 1912 y luego traducida a muchos idiomas (alemán, ruso e inglés).

## Traducciones inglesas modernas
- On holy images; followed by three sermons on the Assumption, traducido por Mary H. Allies, (Londres: Thomas Baker, 1898)
- Exposition of the Orthodox faith, traducido por el Reverendo SDF Salmond, en Select Library of Nicene and Post-Nicene Fathers. 2ª serie, vol. 9. (Oxford: Parker, 1899) [reimpresión Grand Rapids, MI: Eerdmans, 1963].
- Escritos, traducción de Frederic H. Chase. Fathers of the Church vol 37, (Washington D. C.: Catholic University of America Press, 1958) [ET de The fount of knowledge; On heresies; The orthodox faith].
- Daniel J. Sahas (ed.), Juan de Damasco sobre el islam: The "Heresy of the Ishmaelites", (Leiden: Brill, 1972)
- On the divine images: the apologies against those who attack the divine images, traducido por David Anderson, (Nueva York: St. Vladimir's Seminary Press, 1980)
- Three Treatises on the Divine Images. Popular Patristics. Traducido por Andrew Louth. Crestwood, NY: St. Vladimir's Seminary Press. 2003. ISBN 978-0-88141-245-1.. Louth, que también escribió la introducción, fue en la Universidad de Durham profesor de Patrística y Estudios Bizantinos.

Existen dos traducciones de la novela hagiográfica del siglo X Barlaam y Josafat, tradicionalmente atribuida a Juan:
- Barlaam y Ioasaph, con traducción al inglés de G.R. Woodward y H. Mattingly, (Londres: Heinemann, 1914)
- The precious pearl: the lives of Saints Barlaam and Ioasaph, notas y comentarios de Augoustinos N Kantiotes; prefacio, introducción y nueva traducción de Asterios Gerostergios, et al. (Belmont, MA: Institute for Byzantine and Modern Greek Studies, 1997).